# ROCK THE NATION
『ROCK THE NATION』（ロック・ザ・ネイション）は、宮城県、青森県、秋田県、岩手県、山形県、福島県の東北6県と広島県のFMラジオ局で放送中の音楽番組。ハード・ロック / ヘヴィ・メタルが中心。DJは伊藤政則。番組制作は宮城県のDate fm。1995年に放送開始。

## 概要
放送開始当初はDate fmで1時間番組として放送を開始した。ハード・ロック／ヘヴィ・メタルのテレビ、ラジオ番組が少ない地域だったため、放送開始と同時に大きな反響を呼んだ。そのため、すぐにネット局が増え、東北全県と広島県、岡山県を含む8局ネットになり、宮城県と秋田県のみ2時間放送に拡大した。現在は岡山県がネットから外れ、7局ネットとなっている。
2010年4月から、宮城のDate fmと秋田のAFMも1時間放送へ縮小し、ネット局すべてが一時間放送となった。

## ネット局
全て毎週土曜の放送で、放送時間の早い順から記載。
全局、「radiko.jp」や「radikoプレミアム」で全国聴取可能。

### 現在
| 放送対象地域 | 放送局名                       | 放送時間      | 備考   |
| ------------ | ------------------------------ | ------------- | ------ |
| 宮城県       | エフエム仙台（Date fm）        | 25:00 - 26:00 | 製作局 |
| 福島県       | エフエム福島（ふくしまFM）     | 24:00 - 25:00 |        |
| 岩手県       | エフエム岩手（FM IWATE）       | 25:00 - 26:00 |        |
| 青森県       | エフエム青森（AFB）            | 26:00 - 27:00 |        |
| 秋田県       | エフエム秋田（AFM）            | 26:00 - 27:00 |        |
| 山形県       | エフエム山形（Rhythm Station） | 26:00 - 27:00 | [ 1 ]  |
| 広島県       | 広島エフエム放送（HFM）        | 26:00 - 27:00 |        |

### 過去
| 放送対象地域 | 放送局名                       | 備考 |
| ------------ | ------------------------------ | ---- |
| 岡山県       | 岡山エフエム放送（FM OKAYAMA） |      |

## 番組の内容
- オープニングはPaul Gilbertのアルバム、Burning Organの国内盤にボーナス・トラックとして収録されている『Masa Ito』が使用されその曲が流れた後Joe Satrianiのアルバム、The Extremistに収録されている『Motorcycle Driver』が流れ、その曲に乗せながら伊藤の話が始まる。また番組の途中でも同アルバムから『Friends』が使用されている。
- リスナーからのリクエスト、質問、ライヴの感想などのメールとハガキを中心に進められる。
- サンプラーCD、輸入盤CD、Tシャツなどのプレゼント企画が多い。尚、プレゼントに当選したリスナーの名前はすべてスタッフがチェックしており、お礼や感想のメール、ハガキを送らなかった人には二度とプレゼントは当たらない。
- 恒例企画としてリクエスト特集、来日ライヴ音源特集がある。
- 不定期ながら、レコード会社の担当ディレクターが自社アーティストの宣伝のために番組に登場することがある。

## その他
- 番組の収録は東京で行われている。
- 番組のホームページは長い間なかったが、2022年現在はAuDeeにて公式サイトを設けている。番組へのメッセージも当該サイトから送ることができる。
- 仙台で番組のイベントを開催したこともある。
- 当番組のネット局は全局ともHeavy Metal Syndicateを放送していた。

## 関連番組
- POWER ROCK TODAY - 伊藤が関東のbayfmで担当している当番組同様のへヴィメタル専門番組。多くのネット局の裏で放送している。当番組の中でも「関東でやっている『POWER ROCK TODAY』で」と言及することがあるほか、「MASA ITO」を番組冒頭で流すのが共通している。